# Widder (Hinterbach)
Der Widder in Hinterbach, einem Oberzenter Stadtteil im südlichen Odenwaldkreis in Hessen, ist einer der letzten erhaltenen hydraulischen Widder im Odenwald. Die Aussage des Landesamtes für Denkmalpflege, dass er der letzte Widder im Odenwald sei, ist nicht ganz zutreffend, da am ehemaligen Wasserwerk Vielbrunn Geierstal noch ein Widder einsatzbereit ist.
Der Widder, eine mit Wasserdruck und zwei Ventilen arbeitenden Pumpe, wurde 1923 im Flurstück 57/5 (Brunnenstraße 40) angelegt, um Quellwasser von einer Wiese in den höher gelegenen Hof zu pumpen. Das technische Denkmal wurde inzwischen als Kulturdenkmal in die Denkmaltopographie des Odenwaldkreises aufgenommen.